# Alke Stachler
Alke Stachler (* 1984 in Temeswar, Rumänien) ist eine deutsche Autorin und Lyrikerin. 

## Leben
Von 2004 bis 2010 studierte sie Englische Literaturwissenschaft, Neuere Deutsche Literaturwissenschaft sowie Englische Linguistik an der Universität Augsburg und an der Swansea University in Wales. Seit 2011 ist sie als Autorin und Lektorin tätig.

## Preise
Bei LITERATUR UPDATE 2014 im Rahmen des bayernweiten Musikfestes Lokalklang trat sie mit Gedichten zu Gemälden von Paul Klee an, wobei sie dessen künstlerische Auseinandersetzung mit den Lech-Auen rund um Augsburg wiederum in die eigene lyrische Sprache umsetzte. Zusammen mit Antonia Spohr, Tobias Roth und Gwydion Enbarr wurde sie als nominelle Preisträgerin der Literaturstiftung Bayern ausgezeichnet.
2015 war Alke Stachler Finalistin beim Irseer Pegasus, 2017 erhielt sie den Kunstförderpreis der Stadt Augsburg, 2018 das Arbeitsstipendium des Freistaats Bayern für Schriftstellerinnen und Schriftsteller. 2021 wurde sie mit dem Kunstförderpreis des Freistaats in der Sparte Literatur ausgezeichnet.

## Werke
- dünner ort, Edition Mosaik, Salzburg 2016, ISBN 9783950529890
- geliebtes biest, Edition Mosaik, Salzburg 2019, ISBN 9783950529883
- doch das ende war hell, Parasitenpresse, Köln 2025, ISBN 9783988050595